# 티타니스
티타니스(Titanis)는 공포새과에 속하는 멸종한 날지 못하는 육식성 새로, 플라이오세에 북아메리카 대륙에 살다가 플라이스토세에 다 죽어나갔다. 4백 9십만 년 전에서 1백 8십만 년 전까지 약 3백 십만 년 동안 존속하였다. 신장은 1.4–2 미터 (4.6–6.6 ft) 정도로 추정되며, 정확하진 않지만 무게는 150 킬로그램 (330 lb) 정도로 추정되어 포루스라코스와 비슷한 크기로 추측된다.